# Tetragnatha bogotensis
Tetragnatha bogotensis är en spindelart som beskrevs av Eugen von Keyserling 1865. Tetragnatha bogotensis ingår i släktet sträckkäkspindlar, och familjen käkspindlar.
Artens utbredningsområde är Colombia. Inga underarter finns listade i Catalogue of Life.